# Giacomo Ottolenghi
Giacomo Ottolenghi (Vicenza, 3 aprile 1906 – Roma, 10 ottobre 1974) è stato un politico italiano.

## Biografia
Laureato in giurisprudenza, avvocato. Impegnato in politica nelle file del Partito Socialista Italiano, fu consigliere comunale e provinciale a Parma dal 1951 al 1960.
Venne eletto Senatore della Repubblica Italiana nel 1958 per la III legislatura. Ricandidato alle successive elezioni politiche del 1963, non risultò eletto.
In seguito fu giudice aggregato della Corte Costituzionale. 
Morì all'età di 68 anni, il 10 ottobre 1974 è sepolto nella Cappella di Famiglia a Zibello, provincia di Parma, con il nipote l'attore Giacomo Quattromini.